# Вооружённые силы Китайской Республики
Вооружённые си́лы Кита́йской Респу́блики (кит. 中華民國國軍) — совокупность войск Китайской Республики (Тайвань), предназначенная для защиты свободы, независимости и территориальной целостности государства (республики). 
ВС Китайской Республики состоят из органов управления, сухопутных войск, военно-морских сил, военно-воздушных сил, военной полиции, резервных сил и других формирований различных служб.

## История
Изначально Вооружённые силы Китайской Республики существуют для решения одной задачи — отражения вторжения с материка. Основным, а в некоторые периоды монопольным поставщиком вооружения были и остаются США.
5 ноября 2022 года в министерстве обороны Тайваня сообщили об обнаружении в Тайваньском проливе 2 кораблей и 9 самолётов НОАК, в связи с чем ВВС и ракетные войска Тайваня были приведены в боевую готовность высшей степени[значимость факта?].
С 7 по 12 ноября 2022  ВВС Тайваня провели ежегодные военные учения «Небесный дракон», в ходе которых было отработано поражение целей в воздухе, на суше и на море, а также действия наземных служб поддержки.
10 июня 2023 г. президент Тайваня Цай Инвэнь  посетила национальный штаб командования ПВО и ракетного вооружения, «Южный региональный центр управления операциями» и «Командование Восьмого армейского корпуса»; в ходе визита президент провела совещание по боевой готовности с командованием ВС Тайваня и выступила с речью перед офицерами штабов[значимость факта?]. 
В июне 2023 г. дислоцированный на архипелаге Пэнху (Пескадорские острова) гарнизон вооруженных сил Тайваня провел учения с боевыми стрельбами, в ходе которых отрабатывалось применение гаубиц калибром 155 и 105 мм и 120-мм минометов[значимость факта?]. 
в 2023 г. министр национальной обороны Тайваня Чиу Куо-ченг заявил, что на научно-исследовательские и опытно-конструкторские работы в военной области в 2024 финансовом году будет выделено более 4 млрд долларов США. Также, в новом финансовом году Министерство обороны Тайваня увеличит бюджет по статье расходов — военное взаимодействие с США —  до 6 млн долларов США, что на 28,7 % больше чем в 2023 году.
22 июня 2024 г. Китайская Республика начала ежегодные пятидневные военные учения под названием «Хан Куанг», целями которых являются: укрепление морской и противовоздушной обороны, отработка слаженности при наступлении на потенциального противника и обороне прибрежных территорий.Отмечается, что контроль над военными учениями Китайской Республики осуществляют наблюдатели армии США.
28 октября 2024 г.  командование сухопутных войск Тайваня объявило о начале учений «Чан Тай 19» для повышения готовности армейских соединений к ведению боевых действий против КНР. Сообщалось, что соединения имитировали боевые действия круглосуточно.Основное внимание уделялось: оценке работы штабных офицеров и командного состава, выстраиванию логистики, организации обороны, связи, разведки, контратакующих действий.

## Общие сведения
| Вооружённые силы Китайской Республики                           | Вооружённые силы Китайской Республики |
| --------------------------------------------------------------- | --- |
| Виды вооружённых сил:                                           | Сухопутные войска, Военно-морские силы; включая морскую пехоту, Военно-воздушные силы, Управление береговой охраны, Командование резерва вооружённых сил, Объединённое командование вооружённых сил, Командование военной полиции |
| Призывной возраст и порядок комплектования:                     | Все граждане Китайской Республики мужского пола, в возрасте 19-35 лет, в обязательном порядке, призываются на действительную воинскую службу сроком на 1 год (с 2009 года; ранее — 14 месяцев); допускается добровольная служба для женщин; служба в ВВС для женщин ограничивается только небоевыми должностями; предельный возраст для военнослужащего армейского резерва — 30 лет ; Министерство обороны Китайской Республики заявило о своём намерении, начиная с 2010 года, сократить число призывников в вооружённые силы, путём увеличения численности солдат профессиональной службы на 10 % ежегодно, призыв по-прежнему будет осуществляться для прохождения альтернативной службы, или 3-4 месячного курса военной подготовки.(2009) |
| Человеческие ресурсы, доступные для воинской службы:            | мужчины в возрасте 16-49: 6,283,134 женщины в возрасте 16-49: 6,098,599 (2008 оценочно) |
| Человеческие ресурсы, пригодные для воинской службы:            | мужчины в возрасте 16-49: 5,106,730 женщины в возрасте 16-49: 5,008,563 (2009 оценочно) |
| Человеческие ресурсы, ежегодно достигающие призывного возраста: | мужчины: 165,738 женщины: 154,123 (2009 оценочно) |
| Военные расходы — процент от ВВП:                               | 2,2 % (2006) — 75-е место в мире. Министерство национальной обороны Тайваня в марте 2023 года опубликовало план увеличения оборонного бюджета Китайской Республики, который к 2029 году увеличится на 522 млн. долларов США. |

## Состав ВС

### Органы управления
Органам военного управления ВС относятся:
- Министерство обороны;
- Объединённое командование;
- Генеральный штаб;
- и другие формирования родов (сил) войск видов ВС и специальных служб.

### Сухопутные войска
Сухопутная армия Китайской Республики составляет 45 дивизий.

### Военно-морские силы
Общая численность личного состава ВМС ВС Китайской Республики составляет 38 тыс. человек. Также, в морской пехоте служит 15 000 человек.
В состав ВМС ВС Китайской Республики входит:
- четыре эскадренных миноносца
- 22 фрегата
- 4 подводные лодки
- 8 тральщиков
- 31 ракетный катер
- 2 десантных корабля-дока
- 9 больших десантных кораблей

## Военное образование
Подготовка офицеров для ВС Тайваня осуществляется по двум направлениям: универсальная подготовка военнослужащих и специальная профессиональная подготовка.
- Универсальная подготовка — общее военное образование профессиональных военных, которое они получают в академиях трёх видов вооружённых сил.
- Специальная профессиональная подготовка — подготовка политического, медицинского, инженерного и технического персонала.

#### Академии
Китайская военная академия (академия сухопутных войск) н. п. Фэншань (уезд Гаосюн)
Китайская академия военно-воздушных сил (н. п. Ганшань, уезд Гаосюн)
Китайская военно-морская академия
Университет национальной обороны (УНО) Тайваня

#### Среднее военное образование
Колледж Фу Синган (военно-политический колледж, г. Тайбэй, район Бэйтоу)
Технологический институт ВВС (г. Гаосюн)
Морская технологическая школа
Чжунчжэнский технологический институт (г. Таоюань)
Командный колледж национальной обороны (г. Чжунхэ)
Медицинский центр национальной обороны (г. Тайбэй)